# Ducato di Normandia
Il Ducato di Normandia fu un ducato medioevale, soggetto al Regno di Francia. Nacque nel 911 e fu definitivamente integrato nei domini reali nel 1469, anche se rimase come titolo onorifico fino al 1789.

## Storia
Nel 911 fu siglato un accordo, il trattato di Saint-Clair-sur-Epte, tra il capo norvegese Rollone e il re di Francia Carlo il Semplice, in base al quale i Normanni occupavano le terre della bassa valle della Senna (equivalente all'Alta Normandia) in cambio di un giuramento di vassallaggio (che fu pronunciato nel 940) e di un impegno a ricevere il battesimo. Rollone doveva inoltre difendere l'estuario della Senna e Rouen dalle incursioni vichinghe.
Guglielmo di Jumièges, uno storico normanno, ci ha lasciato una fedele descrizione della "strana" cerimonia:
Il territorio sotto la sovranità dei Normanni si ampliò progressivamente, incamerando l'Hiémois e il Bessin (nel 924) e il Cotentin e la regione di Avranches (nel 933). Il duca Guglielmo II (poi detto il Conquistatore) ingrandì ancora i territori con la conquista di Passais sul Maine.
La colonizzazione scandinava diede apporti soprattutto danesi, ma anche norvegesi e anglo-danesi: non si ebbe un'immigrazione massiccia, che fu più accentuata soprattutto nella regione di Caux, nella regione di Roumois e di Caen, nella parte settentrionale del Cotentin.

### I duchi di Normandia
Mentre i suoi predecessori erano qualificati come jarl dei normanni o conti di Rouen, Riccardo II, che era succeduto a Riccardo I fu il primo a ricevere il titolo di duca di Normandia. Il titolo fu ottenuto da governanti normanni, francesi, inglesi e britannici a partire dal X secolo.
Nel 1204, il ducato fu annesso - commesso - dal re di Francia Filippo Augusto. I sovrani inglesi continuarono a pretendere il ducato fino al trattato di Parigi del 1259. Tuttavia gli inglesi continuarono a governare sulle Isole anglo-normanne e non rinunciarono a rivendicare anche la regione continentale durante la guerra dei cent'anni.
In molte occasioni il ducato fu donato in appannaggio a un membro della famiglia reale francese come nel caso di Filippo VI che donò la Normandia al figlio primogenito ed erede Giovanni II o quello di Luigi XI che donò il titolo di duca di Normandia al fratello Carlo, più conosciuto come Duca di Berry.
Il duca di Normandia era uno dei sei pari laici primitivi.

### Suddivisione del ducato in contee
- Contea di Arques
- Contea di Beaumont-le-Roger
- Contea d'Eu
- Contea di Évreux
- Contea di Hiémois
- Contea di Longueville
- Contea di Mortain
- Contea di Talou
- Contea di Tancarville

### Il ducato dal X all'XI secolo
Fino a Riccardo II i successori di Rollone ebbero il titolo di conti di Normandia; in seguito esercitarono il potere di ban pur riconoscendo la sovranità del re di Francia. I duchi batterono moneta propria, rendevano giustizia e raccoglievano le imposte. Levavano inoltre propri eserciti ed attribuivano la maggior parte delle cariche ecclesiastiche. Erano dunque di fatto indipendenti dal re di Francia, al quale tuttavia prestavano un formale omaggio.
Furono in relazione con sovrani di altri regni, in particolare con i re di Inghilterra: Emma, sorella di Riccardo I aveva sposato il re di Inghilterra Etelredo II d'Inghilterra. Conservarono inoltre alcune istituzioni di origine scandinava, come il diritto di esilio, il diritto marittimo e l'istituto del matrimonio more danico.
A differenza di altri principi territoriali della Francia settentrionale riuscirono ad impedire che i castellani alle loro dipendenze acquisissero poteri troppo vasti. Le terre direttamente sotto il loro dominio restarono considerevolmente più vaste di quelle dei loro feudatari e questa ricchezza fondiaria permise loro di restituire terre alle abbazie e di garantirsi la fedeltà dei vassalli con la distribuzione di feudi. Nel corso dell'XI secolo il sistema feudale aveva ridotto i possedimenti diretti della dinastia, ma la conquista dell'Inghilterra da parte di Guglielmo il Conquistatore li accrebbe nuovamente.
In questo periodo la corte non aveva un'organizzazione definita e si spostava frequentemente. La cancelleria non era ancora costituita e gli atti scritti erano ancora poco numerosi. La corte era costituita di aristocratici (Grands o "Grandi") laici ed ecclesiastici, che prestavano giuramento di fedeltà all'erede del ducato. Le grandi famiglie erano solo in piccola parte di origine scandinava (come la famiglia degli Harcourt) e in maggioranza di origine franca (i Bellême, i Tosny). Più tardi si aggiunsero anche famiglie di origine bretone o tedesca. A partire dal 1040 il termine di "barone" designa l'élite dei cavalieri, compagni del duca. Il termine "vassallo" compare nei documenti solo a partire dal 1057 e all'incirca nella stessa epoca inizia ad essere utilizzato il termine "feudo". Il vassallaggio infatti non era in alcun modo sistematico e capillare come lo fu negli ultimi decenni dell'XI secolo.
Agli inizi dell'XI secolo la Normandia era inserita in una rete di scambi commerciali orientati verso l'Europa nord-occidentale. I mercanti di Rouen frequentavano già Londra dove commerciavano il vino e a Rouen arrivano schiavi venduti dai Vichinghi. In questa regione era particolarmente intensa la circolazione monetaria. La Normandia ignorava l'istituto della servitù della gleba e le corvées dovute dai contadini per le terre signorili sono relativamente piuttosto contenute.
La rinascita urbana e culturale della zona occidentale è un fenomeno relativamente lento e progressivo: a parte il caso del Mont Saint Michel, solo a partire dal 1030 si ebbe la ricostruzione delle grandi abbazie. Le città episcopali di Caen e di Valognes non si distinsero che a partire all'incirca dalla stessa epoca. Il duca Riccardo II chiamò in Normandia Guglielmo da Volpiano per rianimare, secondo la regola benedettina, la vita dell'abbazia di Fécamp ricostruita da Riccardo I, e suo figlio Roberto il Magnifico fondò nel 1032 Cerisy.

### Guglielmo il Conquistatore
Conosciamo la vita di Guglielmo il Conquistatore grazie all'opera del suo biografo, Guglielmo di Poitiers. Il padre, il duca Roberto I il Magnifico, morì nel 1035 nel corso di un pellegrinaggio e per una decina d'anni, durante la minore età di Guglielmo, si ebbe un periodo di disordini. Nel 1046 si formò una coalizione di feudatari per deporre Guglielmo a favore di Guido, conte di Brionne e nipote di Riccardo II. I feudatari ribelli furono sconfitti l'anno seguente (bataille du Val-ès-Dunes) con l'appoggio del re di Francia Enrico I.
Fino al 1055 il nuovo duca è tuttavia ancora impegnato a sbarazzarsi di alcuni feudatari troppo ambiziosi, spesso originari della famiglia ducale (confiscò ad esempio i feudi del duca di Arques) e a consolidare le proprie alleanze con un'abile politica di distribuzione di feudi e mediante il matrimonio con Matilde, figlia del conte di Fiandra Baldovino V e nipote del re di Francia, che sposò nonostante l'interdizione del papa Leone XI.
A partire dal 1050 il re d'Inghilterra Edoardo il Confessore fece appello a Guglielmo per far fronte alle minacce dei propri feudatari e non avendo eredi diretti lasciò intendere che il duca di Normandia avrebbe potuto raccoglierne l'eredità. Alla sua morte, il 5 gennaio del 1066, tuttavia, Aroldo Godwinson si fece consacrare re di Inghilterra a Westminster. Guglielmo sbarcò in Inghilterra per reclamare la propria eredità e sconfisse Harold nella battaglia di Hastings il 14 ottobre dello stesso anno. Il 25 dicembre Guglielmo venne incoronato re di Inghilterra nell'abbazia di Westminster, come Guglielmo I.
Con la conquista Guglielmo rafforzò considerevolmente il ducato, grazie anche alle ricchezze conquistate nel suo nuovo regno, e l'aristocrazia normanna prese possesso di numerosi feudi inglesi.
Alla sua morte i suoi territori furono suddivisi tra i figli Guglielmo II il Rosso (regno di Inghilterra) e Roberto II Courteheuse (ducato di Normandia) e iniziò un periodo di lotte dinastiche. Roberto partecipò alla prima crociata, e al suo ritorno trovò il trono di Inghilterra occupato dal fratello Enrico Beauclerc, dopo la morte di Guglielmo II, dal quale fu successivamente sconfitto nella battaglia di Tinchebray (1106).

### La Normandia nel XII secolo
Enrico Beauclerc dovette far fronte alle ambizioni della casata dei Bellêmes, alleata al conte di Angiò e al re di Francia. La continuità dinastica fu minacciata con la morte dell'unico figlio in un naufragio nel 1120, ma la figlia Matilda fu riconosciuta dai baroni normanni come erede del ducato. Nel 1128 Matilda si sposò con Goffredo Plantageneto, conte di Angiò e del Maine.
Alla morte di Enrico Beauclerc nel 1135 si aprì una nuova crisi dinastica: Stefano di Blois, nipote di Enrico tramite sua madre Adele, rivendicò il trono di Inghilterra e prestò giuramento al re di Francia come duca di Normandia. Goffredo Plantageneto tuttavia lo sconfisse a Rouen e a Arques nel 1144. Per ottenere l'investitura del re di Francia dovette tuttavia cedere il castello di Gisors.
Alla morte di Goffredo, il ducato di Normandia venne ereditato dal figlio Enrico II di Inghilterra, che ingrandì ulteriormente i suoi possessi tramite il suo matrimonio con Eleonora di Aquitania nel 1154. La Normandia era in quest'epoca integrata nei vasti domini dei Plantageneti, che andavano dalla Scozia ai Pirenei. 

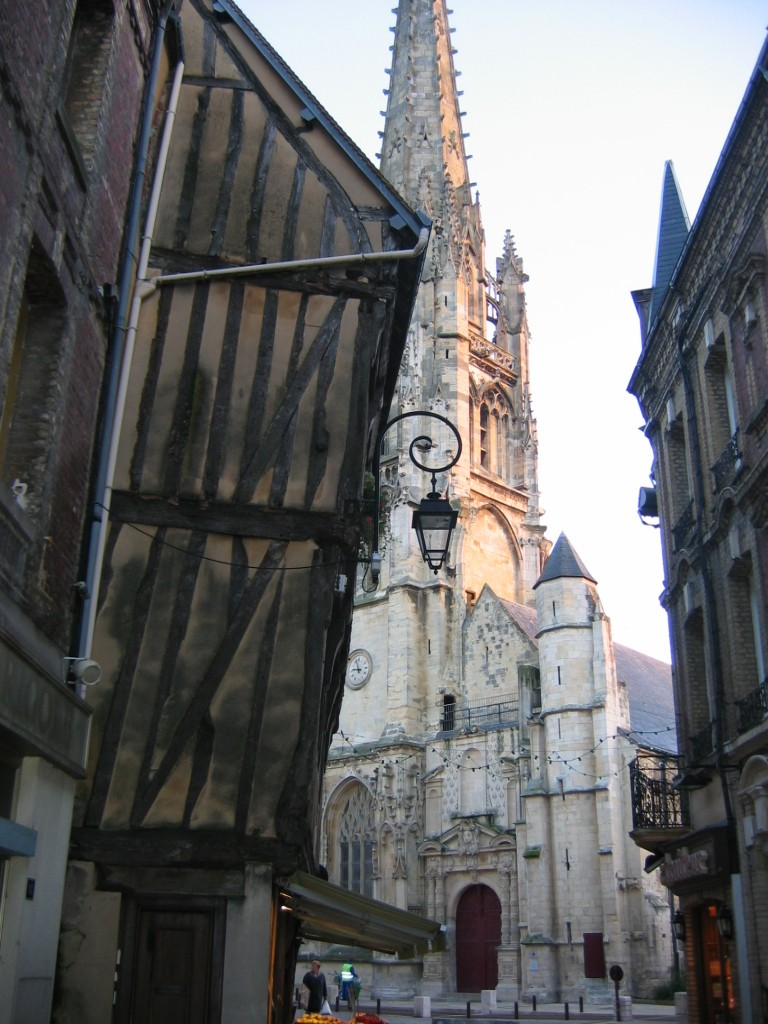
La cittadina di origine medievale di Harfleur, vicino a Le Havre

Alla morte di Enrico gli successe il figlio Riccardo Cuor di Leone, che fu preso prigioniero nel 1193 durante la crociata. Il trono venne quindi preso dal fratello Giovanni Senza Terra, che ricercò il sostegno del re di Francia, Filippo Augusto, cedendogli terre e fortezze nella parte est del ducato, tra cui la regione di Verneuil. Nel 1194 il regno di Francia si impadronì di Évreux, del Neubourg e del Vaudreuil e attaccò Rouen. Dopo la sua liberazione e il suo ritorno sul trono, Riccardo riprese Verneuil e approfittando di una tregua di un anno, intraprese la costruzione della fortificazione di Château Gaillard, presso Rouen.

### La fine della Normandia dei Plantageneti (inizi del XIII secolo)
Alla morte di Riccardo nel 1199 Giovanni Senza Terra si fece incoronare duca di Normandia a Rouen e rese omaggio al re di Francia. I negoziati condotti portarono al trattato del Goulet. Sposò quindi forzatamente Isabella d'Angoulême, promessa a Ugo IX di Lusignano, vassallo del re di Francia. Costui si appellò al re, il quale dichiarò Giovanni Senza Terra decaduto dai suoi feudi in ragione della sua assenza, ossia confiscò le sue terre per darle a un nipote di Giovanni, Arturo I di Bretagna, riservandosi tuttavia la Normandia. Nel 1202 il re si impadronì inoltre della regione di Bray.
Giovanni Senza Terra fece assassinare il nipote e fu abbandonato dai suoi baroni normanni, influenzati dal re di Francia. La fortezza di Chateau Gaillard cedette nel 1204 dopo un assedio di parecchi mesi e poco dopo capitolò anche la città di Caen. Infine le truppe reali entrarono a Rouen dopo aver vinto la resistenza degli abitanti della città. La Normandia conquistata venne incorporata nei domini reali.
Alla conclusione della guerra dei cent'anni la Corona inglese perse tutti i possedimenti francesi, conservando solo le isole del Canale dove ancora oggi il sovrano del Regno Unito ha il titolo di Duca di Normandia.

## Economia
Il periodo ducale vide un'espansione demografica ed economica, con grandi opere di dissodamento da parte delle abbazie o delle grandi famiglie feudali. I territori disboscati prendevano il nome del dissodatore con la desinenza in -erie o in -ière e nacquero nuovi borghi e villaggi. I signori smembravano le proprie riserve concedendo terre come "fattorie perpetue", i futuri feudi plebei.
I progressi dell'agricoltura si manifestarono nell'adozione generalizzata della rotazione triennale dei campi, che migliorò il rendimento, e del collare da spalla per i cavalli da tiro, ora più frequentemente utilizzati nei lavori agricoli.
L'economia monetaria penetrò nel mondo rurale più precocemente che altrove e dall'XI secolo tutti gli abitanti pagavano un'imposta diretta (graverie) in moneta e non in natura. Le rendite fondiarie furono utilizzate dalla fine del XII secolo.
Si sviluppò anche il commercio fluviale e i mercanti di Rouen disponevano di empori a Londra e nel XII secolo molti borghi fondarono la loro prosperità sulla tessitura.

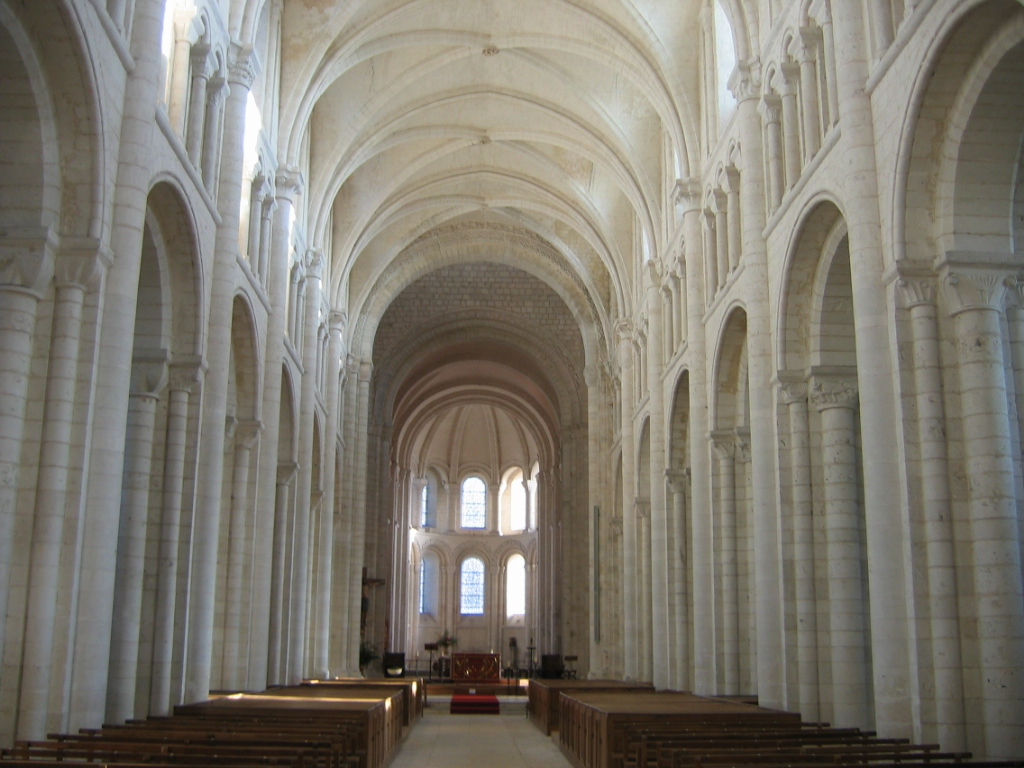
Interno della chiesa abbaziale di San Giorgio di Boscherville.

Nell'XI secolo i baroni normanni disponevano di numerosi feudi, ricevuti direttamente dal duca, al quale prestavano omaggio. Da questi dipendevano i signori, che possedevano delle terre e facevano costruire le loro dimore nel quadro della motte feudale (dimora fortificata su un poggio, come quella di Aplemont presso Le Havre. Incoraggiavano la creazione di borghi e di sobborghi. Alcune famiglie si impoverirono rapidamente. I valvassori dipendevano da questi signori e gestivano una frazione del feudo. I "feudi de haubert" potevano essere ulteriormente suddivisi in frazioni. Tra i contadini si distingueva un ceto più agiato, con il possesso di almeno una coppia di animali da tiro e per il lavoro nei campi. Esisteva anche un proletariato rurale, ma praticamente non esistevano servi della gleba in Normandia.
L'architettura vede lo sviluppo di uno stile peculiare della regione nelle chiese abbaziali romaniche e una pionieristica applicazione della tecnica della volta a crociera ogivale nell'architettura gotica, che compare a Lessay agli inizi del XII secolo.

## La trasformazione linguistica
Della colonizzazione scandinava resta traccia in numerosi sostantivi:
- tot (masseria) < topt mod. -toft. Es.: Yvetot (nome Yvo); Epretot (nome Sprot. Sproatley, Sprotborough (GB)/ Epreville..); Cartot (nome Kari . Carville); Lintot ( lindi = tiglio. Lindebeuf), Bouquetot (Boki = faggio. Bouquelon).
- beuf (capanna) < both, buth. Es.: Elbeuf (wella = fonte. Veules-les-Roses/ Wells (GB)), Daubeuf (dalr.Dalby (GB)), Criquebeuf (Kirkja. Kirkby (GB)).
- fleu(r) (fiume) < flod. Es.: Honfleur (nome Hona. Honaville), Harfleur (nome Herolf > cognome Hérouf. Hérouville), Fiquefleur ( fisk = pesce)....
- bec (ruscello) < bekkr. Caudebec (Kaldr= freddo. Caldbeck (GB). Caudecotte/caldcott (GB)), Filbec, Carbec, Robec, Foulbec (ful= sporco. Fuhlbeck (D)), Houl(le) bec (hol= incavato).
- londe, lon, ron (foresta) < lundr. Etalonde (vecchio inglese stan > stone= pietra), la Londe, Faguillonde, Ecaquelon (vecchio inglese sceacre= ladro), Yébleron (epli= melo. vecchio inglese æppel Auppegard, Epegard/ Applegarth (GB))..
- dalle/ dal (valle) < dalr . Dieppedalle, Croixdalle, Oudalle, Bruquedalle, Eurdal.
- hou, homme, houlme (isolotto) < holm. Robehomme, le Houlme....
- hougue, hogue (elevazione) < haugr . Saint-Vaast-la Hougue, les Hogues, la Hoguette....
- cricque (chiesa) < Kirkja. Cricquebeuf, Cricquetot, Yvecrique....
- hus (casa) < hus. Etainhus, Sahurs (Salhus)....
- vic/vy (baia) < vik . Sanvic, Plainvic, Brévy, Cap-Lévy (Kapelwic).
- torp/ tourps (villaggio) < torp. le Torp-Mesnil, le Torps, Clitourp....

### Toponimi
- Tori : Tourville...
- Boli : Bolleville, Bolbec, Boulleville..
- Carli: Caltot, Caillebourg, Calleville..
- Kari: Cartot, Carbec, Carville...
- Coli : Colleville, Colletot, Colmare, Colmesnil, Colbosc...
- Brami : Brametot..
- Skeggi : Equiqueville, Ecuquetot...
- Skrauti: Ecretteville...
- Runi : Runeval, Runetot, Reigneville...
- Oti : Octeville..

### Onomastica (cognomi)
- Anquetil, Anctil, Anquetille, Anquety (<Ásketill): Ancourteville, Anquetierville..
- Anfry, Anfray (<Asfrid): Amfreville..
- Anger (< Asgeir): Angerville..
- Angot (< Asgautr): Angoville...
- Aumont/Osmont/Osmond ( <Osmund< Asmundr): Osmonville, Omonville..
- Auber/Osbert (< Osbern < Asbjoern): Auberville..
- Doudement/Dodeman (< doedemaðr)
- Estur (<Styri/Sturi): Etretat, Eturville, Etréville
- Gounouf/Gounout (< Gunnulfr): Gonneville, Gonnetot..
- Ingouf/Igouf/Ygout (< Ingulfr): Ingouville...
- Néel (<Neil): Néville..
- Ouf (<Ulfr): Ouville, Oudalle..
- Quétil (<Ketill): Cretteville, Quetteville, Quettehou, Quettetot..
- Théroude/Touroude/Troude/Throude (<Thorold< Torvald): Trouville, Thérouldeville..
- Tourgis/Turgis (<Thorgisl): Tourgéville
- Turquetil/Teurquetille/Teurquety (<Thorketill/Tyrketill): Teurthéville, Turqueville..
- Toutain/Tostain/Totin (< Thorsteinn): Toutainville...